# Ammothea profunda
Ammothea profunda är en havsspindelart som beskrevs av Losina-Losinsky, L.K. 1961. Ammothea profunda ingår i släktet Ammothea och familjen Ammotheidae. Inga underarter finns listade i Catalogue of Life.